# Classe Sliva
Classe Sliva (projet 712) est le nom d'une classe de remorqueur brise-glace de la marine russe.

## Utilisateurs
- SB-406: entrée en service en 1984, opérant dans la Flotte du Nord (88ª brigade de sauvetage).
- SB-921: entrée en service en 1985, opérant dans la Flotte de la Baltique (54ª brigade de sauvetage).
- Chakhtar: entrée en service en 1985, opérant dans la Flotte de la Mer Noire (138ª division de sauvetage).

La quatrième unité, la SB-408, a été vendue à un opérateur civil 1993.